# 30. granátnická divize SS (1. běloruská)
30. Waffen-Grenadier Division der SS (weisseruthenische Nr. 1) byla vytvořena v březnu 1945. Její mužstvo tvořili příslušníci Waffen-Grenadier-Brigade der SS (weißruthenische Nr. 1), která vznikla v prosinci 1944 ze spolehlivých mužů rozpuštěné 30. Waffen-Grenadier Division der SS (russische Nr. 2). Výstavba divize nebyla nikdy dokončena, nezúčastnila se žádné bojové akce a v dubnu 1945 byla rozpuštěna. Němečtí členové divize byli přiděleni k 38. SS-Panzergrenadier Division „Nibelungen“.

## Velitelé
- SS-Obersturmbannführer Hans Siegling[1]

## Bojová sestava
Podle:
- Waffen-Granadier Regiment der SS 75
- Artillerie-Abteilung
- Panzerjäger-Abteilung
- Reiter-Schwadron